# 永井建子

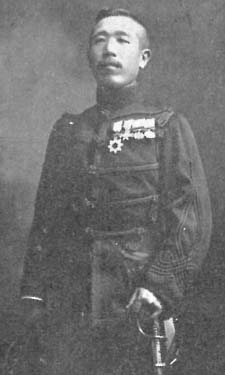
陸軍二等軍楽長（中尉相当官）時代の永井建子

永井 建子（ながい けんし、慶応元年9月8日（1865年10月27日） - 昭和15年（1940年）3月13日）は、日本の陸軍軍人、音楽家、作曲家。最終階級は陸軍一等軍楽長（大尉相当官）。陸軍戸山学校軍楽隊第6代楽長（隊長）。広島県佐伯郡石内村（現・広島市佐伯区五日市町）生まれ。
草分けと言われる軍歌のほかに歌劇や唱歌、校歌（崇徳高等学校、早稲田実業、拓殖大学、大谷大学ほか）も多く手掛けている。軍歌『元寇』、『雪の進軍』、『歩兵の本領』（原曲『小楠公』）は特に有名。長男・永井巴も作曲家。声楽家・川崎豊は甥（妹の子）。

## 略歴
- 慶応元年（1865年）、寺子屋を営む永井紐太郎の子として生まれる。
- 明治11年（1878年）　陸軍軍楽隊幼年軍楽生となる。
- 明治13年（1880年）、首席で卒業し、陸軍教導団軍楽隊に配属される。
- 明治24年（1891年）、軍楽次長となる。
- 明治27年（1894年）、第2軍司令部附軍楽隊員として、日清戦争に従軍する。
- 明治28年（1895年）、威海衛作戦に参加。従軍体験を元に『雪の進軍』を作る。
- 明治36年（1903年）、楽長補佐としてフランスへ留学。
- 明治37年（1904年）、フランスから帰国後、陸軍戸山学校軍楽隊楽長となる。
- 明治38年（1905年）、日比谷公園音楽堂の初回奏楽で指揮をする。
- 明治42年（1909年）、任陸軍一等楽長（大尉相当官）。のちの昭和17年（1942年）に陸軍軍楽少佐が新設されるまで、陸軍一等楽長（陸軍軍楽大尉）は軍楽部の最高位[1]。
- 明治43年（1910年）、日英博覧会のため部下35人を引き連れロンドンへ出向く。航海途中半年間上陸した各所でオーケストラを率い3,700曲を演奏。
- 大正4年（1915年）、予備役編入。その後は、帝国劇場洋楽部部長等を歴任する。
- 大正12年（1923年）、関東大震災により広島に帰郷。広島市古田町古江（現・西区古江）に居を定める。
- 昭和15年（1940年）、死去。享年74。

## 主な作品
- 山桜行進曲
- 第一軍凱旋の歌
- 元寇
- 道は六百八十里
- 雪の進軍
- 小楠公
  - アムール川の流血や
  - 歩兵の本領
- 広島市歌（2代目）
- 崇徳高等学校校歌
- 拓殖大学校歌
- 早稲田実業学校校歌
- 豊国学園高等学校校歌
- 大谷大学学歌
- 古田小学校校歌

## 著書
- 永井建子『対外軍歌 : 精神教育 插画楽譜入』護国堂、1893年。NDLJP:855531。（全国書誌番号:40073601）

## 参考書籍
- 堀雅昭『戦争歌が映す近代』葦書房、2001年。